# Ailsastra booneni
Ailsastra booneni är en sjöstjärneart som beskrevs av O'Loughlin och Ross Robert Mackerras Rowe 2005. Ailsastra booneni ingår i släktet Ailsastra och familjen Asterinidae. Inga underarter finns listade i Catalogue of Life.